# بيرنيجيان قديم

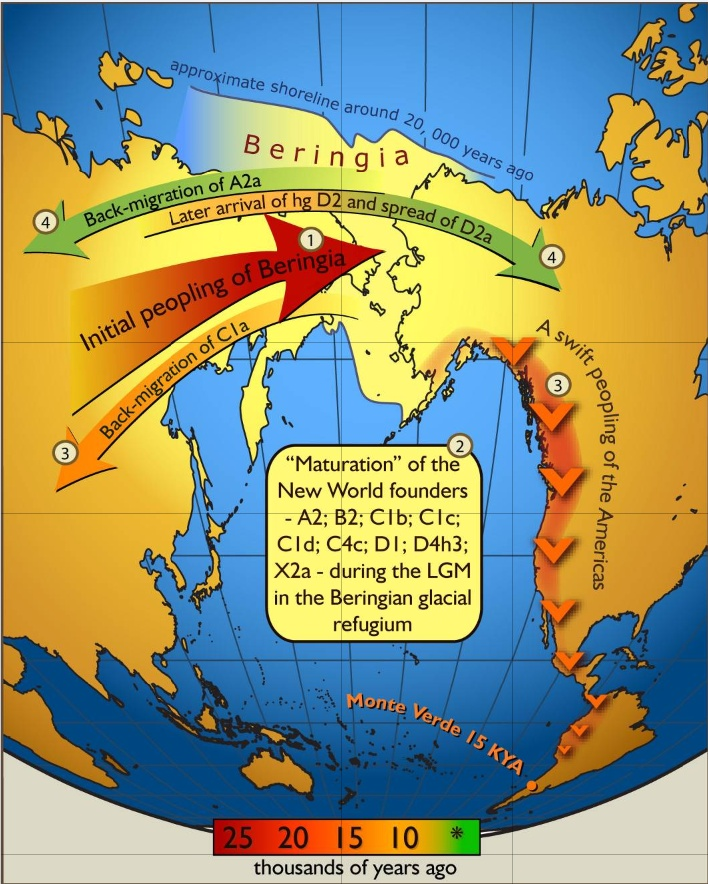
الشكل 2. رسم تخطيطي لتدفق الجينات الأمومية (mtDNA) داخل وخارج Beringia (التسلسل الزمني الطويل ، نموذج مصدر واحد).

البيرنيجيان القديم هو سلالة أثرية محددة، تستند إلى جينوم رضيع تم العثور عليه في موقع Upward Sun River (يُطلق عليه USR1) ، ويرجع تاريخه إلى 11500 عام.  اختلفت نسب AB عن سلالة الأجداد الأمريكية الأصلية (ANA) منذ حوالي 20000 عام. تم تقدير سلالة ANA على أنها تشكلت منذ ما بين 20000 و 25000 سنة من خلال مزيج من سلالات شرق آسيا وشمال أوراسيا القديمة ، بما يتوافق مع نموذج تشرد الأمريكتين عبر بيرنيجيا خلال الذروة الجليدية الأخيرة. 

## بحث
انقرضت سلالة بيرنجيان القديمة، ولم يتم العثور عليها كمساهمة في السلالات الأصلية الحديثة في ألاسكا . تشير دراسة 2018 إلى أن سلالة AB قد تم استبدالها أو استيعابها في هجرة عكسية لـ NNA (انظر أدناه) إلى ألاسكا. يُشتق سكان أثاباسكان الحديثون من مزيج من هذه الهجرة العائدة إلى NNA وسلالة باليو-سيبيريا ( باليو-إسكيمو المبكر ) قبل حوالي 2500 عام.

## أنظر أيضا
- سكان ألاسكا الأصليين
- لغات نا دينيه
- التاريخ الجيني للشعوب الأصلية في الأمريكتين
- تسوية الأمريكتين
- موقع Upward Sun River

## روابط خارجية
- Amos، Jonathan (3 يناير 2018)، "Alaskan infant's DNA tells story of 'first Americans'"، BBC، مؤرشف من الأصل في 2022-10-01
- Ancient Beringians، Dr. Ben A. Potter، مؤرشف من الأصل في 2022-09-28، اطلع عليه بتاريخ 2018-01-07
- Thompson، Helen (10 نوفمبر 2014). "Ice Age Babies Surrounded by Weapon Parts Found in Alaska". Smithsonian. مؤرشف من الأصل في 2022-12-25. اطلع عليه بتاريخ 2018-01-07.